# Glasbranschföreningen
Glasbranschföreningen är en bransch- och arbetsgivarorganisation som organiserar Sveriges glasmästerier, bilglasmästerier, glas- och fasadentreprenörer och konstinramningsföretag.
Organisationen bildades år 1934 under namnet Sveriges Glasmästeriidkares Riksförbund och har idag ca 550 medlemsföretag.